# Stoltebüll

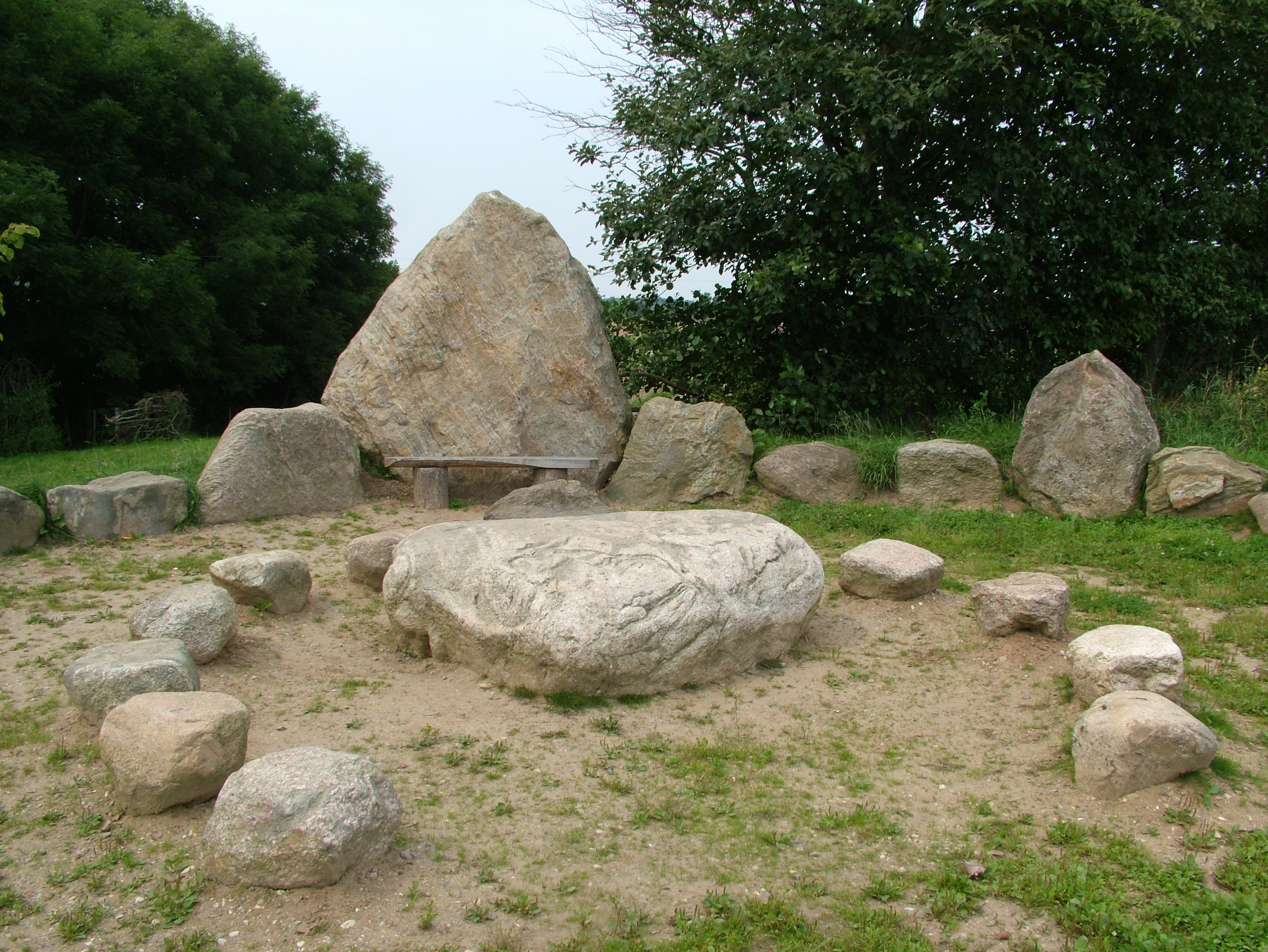
La place de Thing qui a été reconstruite en 2003

Stoltebüll (en danois : Stoltebøl) est une commune d'Allemagne de l'arrondissement de Schleswig-Flensbourg au nord du pays dans le Schleswig-Holstein.